# Isaac Alfasi
Isaac Alfasi (in arabo إسحاق الفاسي‎?; nome completo Isaac ben Jacob Alfasi ha-Cohen (in ebraico ר' יצחק אלפסי‎?) - noto anche solo come Alfasi o con il suo acronimo ebraico Rif (Rabbi Isaac al-Fasi); Fès, 1013 – Lucena, 1103) è stato un rabbino e giurista marocchino.
Nativo di Kalat ibn Hamad, villaggio nei pressi di Fès (da cui l'appellativo Alfasi, di Fes in arabo) in Marocco dove passò gran parte della sua vita, se ne allontanò (1088) e si trasferì a Lucena, divenendone rabbino. Redasse la prima raccolta sistematica di Talmud (Disposizioni legali).

## Biografia
1. Zugot
2. Tannaim
3. Amoraim
4. Savoraim
5. Gaonim
6. Rishonim
7. Acharonim

Alfasi nacque a Kalat ibn Hamad, città capitale dei ragnanti Hammadidi nel Maghreb centrale. Studiò a Qayrawan, in Tunisia con Rabbeinu Nissim Ben Jacob e Chananel Ben Chushiel, le principali autorità rabbiniche dell'epoca. Rabbeinu Chananel addestrò Alfasi a dedurre e chiarire la Halakhah dalle fonti talmudiche e Alfasi poi concepì l'idea di compilare un'opera esaustiva che presentasse tutte le conclusioni pratiche della Ghemara in maniera concisa, limpida e definitiva. Per raggiungere tale scopo, lavorò dieci anni consecutivi nella soffitta di suo suocero.
Nel 1045 Alfasi si trasferì a Fès con la moglie e due figli. La comunità ebraica locale si impegnò a mantenerlo insieme alla famiglia, in modo che potesse lavorare indisturbato sulla sua opera Sefer Ha-halachot. Fondarono inoltre una yeshivah in suo onore e molti studenti di tutto il Marocco vennero a studiare presso di lui. Il più famoso dei suoi allievi fu Rabbi Yehuda Ha-Levi, autore del Kuzari; insegnò anche a Rabbi Joseph ibn Migash (il Ri Migash), che a sua volta fu l'insegnante di Rabbi Maimon, padre e insegnante di Maimonide (il Rambam).
Alfasi rimase a Fes per 40 anni, durante i quali completò il suo Sefer Ha-halachot. Nel 1088, all'età di 75 anni, due informatori lo denunciarono al governo con accuse sconosciute. Lasciò quindi Fes e andò in al-Andalus (Spagna islamica), dove infine divenne rettore (Rosh Yeshiva) della yeshivah di Lucena nel 1089.
In un certo senso, Alfasi portò a conclusione il periodo gaonico — l'ultimo dei Gaonim babilonesi, Rav Hai Gaon, morì quando Alfasi aveva 25 anni; Alfasi stesso venne chiamato Gaon da diverse autorità halakhiche. Il suo "carattere magnanimo" viene illustrato in due occasioni: quando il suo avversario Rabbeinu Isaac Albalia morì, Alfasi adottò il figlio di Albalia. Quando Alfasi stesso fu in punto di morte, raccomandò come suo successore al rabbinato di Lucena non suo figlio, ma il suo allievo Rabbi Joseph ibn Migash.

## Opere
Sefer ha-Halachot (in ebraico ספר ההלכות‎?; citato anche come "l‘Hilchot del Rif") estrae tutte la decisioni legali pertinenti dai tre Ordini talmudici Moed, Nashim e Nezikin come anche dai Trattati di Berachot e Chulin - 24 trattati in tutto. Alfasi trascrisse le conclusioni halakhiche del Talmud in maniera verbatim, senza le delibere circostanti; escluse anche tutta la materia aggadica (non legale, omiletica) e l'interpretazione della Halakhah osservabile solo in Terra d'Israele. Maimonide scrisse che l'opera di Alfasi "ha rimpiazzato tutti i codici gaonici, poiché contiene tutte le decisioni e leggi di cui abbiamo bisogno oggigiorno".
Sefer ha-Halachot ha un ruolo fondamentale nello sviluppo della Halakhah. In primo luogo, "il Rif" riuscì a produrre un Digesto, che divenne oggetto di attento studio e portò poi alla creazione dei grandi Codici di Maimonide e di Rabbi Yosef Caro. In secondo luogo, servì come una delle "Tre Colonne dell'Halakhah", quale autorità alla base sia dell‘Arba'ah Turim che dello Shulkhan Arukh. Rabbi Nissim di Gerona compilò un commentario dettagliato ed esplicito su questa opera; nelle scuole yeshiva entrambe le opere vengono regolarmente studiate come parte del programma talmudico quotidiano.
Sefer ha-Halachot fu pubblicato prima dei tempi di Rashi e di altri commentari, e determinò un profondo cambiamento nei metodi di studio ebraico in quanto apriva il mondo della Ghemara al grande pubblico. Ben presto divenne noto come il Talmud Katan ("Piccolo Talmud"). Alla fine del Medioevo, quando il Talmud venne vietato in Italia, il codice di Alfasi fu esentato cosicché, dal XVI al XIX secolo, la sua opera fu l'oggetto primario di studio del comunità ebraica italiana. Alfasi occupa anche un posto importante nello sviluppo del sistema di studio talmudico sefardita. In contrasto all'approccio aschenazita, i sefarditi cercarono di semplificare il Talmud e liberarlo da dettagli casuistici (cfr. per esempio Chananel Ben Chushiel).
Alfasi lasciò inoltre molti responsa, che furono inizialmente scritti in arabo e furono subito dopo tradotti in ebraico col titolo "She'elot u-Teshuvot ha-Rif".